# Entscheidungsmechanismus
Als Entscheidungsmechanismus werden im Rahmen der Spieltheorie Entscheidungen bezeichnet, die eine bewusste Wahl zwischen Alternativen oder zwischen mehreren unterschiedlichen Varianten darstellen. Dies geschieht anhand bestimmter Präferenzen und der zur Verfügung stehenden Informationen von mehreren rationalen Spielern. Das Ziel der Entscheidungsfindung ist die eigenen antizipierten erwünschten oder unerwünschten Folgen vom Spieler zu erreichen oder zu vermeiden. Oftmals gibt es spezifische Regeln, wie solche Entscheidungen ablaufen und welche Mehrheitsverhältnisse erforderlich sind, um zu einer Entscheidung zu kommen. János von Neumann zeigte, dass jeder Spieler das rationale Entscheidungsverhalten in bestimmten Konfliktsituationen berechnen kann.

## Anwendungsbereiche und Problematik
Entscheidungsfindungen können im Rahmen der Spieltheorie in nahezu allen Bereichen (von Gesellschaft, Politik bis Unternehmen und privaten Familien- oder Freundeskreis) angenommen werden, an denen mehrere Spielmitglieder beteiligt sind, wie zum Beispiel:
- Es geht im Familien- oder Freundeskreis um die Aufteilung eines Haushaltsbudgets oder auch um die Bestimmung der Freizeitgestaltung.
- Unternehmerische Gremien entscheiden über Investitionsprojekte, Produktionsprogramme oder Werbestrategien unter begrenzt verfügbar ökonomischen und ökologischen Ressourcen.
- Politische Gremien über Fragen der Finanzpolitik, der Sozialpolitik oder auch der Bildungspolitik. Bei politischen Wahlen entsprechen Parteien oder Projekten den Alternativen.

Allerdings ist die Entscheidungsfindung im Alltag nicht immer leicht. Vor allem im Rahmen der Unternehmung steht man bei kollektiven Entscheidungen vor dem Problem, die voneinander abweichenden individuellen Wertvorstellungen von unterschiedlichen Stakeholdern zu einer Gruppenwertvorstellung zusammenzufassen.

## Ausgewählte Verfahren mit Beispiel
Wie oben genannt ist hier eine wichtige Frage, wie eine Gesellschaft bzw. eine Unternehmung zwischen verschiedenen Interessenalternativen von ihren Gesellschaftern auswählen soll. Will oder kann eine Gruppe nicht kooperativ in einem Entscheidungsprozess zu einer Entscheidung kommen, so muss diese Entscheidung (aus unterschiedlichen Zielen und Präferenzen der Gruppenmitglieder heraus) in einer Abstimmung getroffen werden.
Abstimmungsregeln sind Methoden, welche die Präferenzordnung der einzelnen Gruppenmitglieder zu einer Präferenzordnung der gesamten Gruppe zusammenfassen. Fraglich ist: Kann eine Zusammenfassung der individuellen Präferenzen zu sozialen Präferenzen eine denkbare Lösung sein, so dass das Verfahren bestimmten Maßgaben der internen Konsistenz, der Effizienz, aber auch der Demokratie genügt? Beispiel:
Eine offene Handelsgesellschaft besteht aus acht Gesellschaftern. Für die zukünftige Unternehmensentwicklung stehen fünf verschiedene Expansionsprojekte zur Auswahl. In einem ersten Schritt hat jeder Gesellschafter die Projekte in eine Reihenfolge (bestes Projekt: 1, schlechtestes: 5) gebracht. Nun soll das für die ganze Gruppe beste Projekt mit Hilfe von Abstimmungsregeln ermittelt werden.
|                  | Projekt 1 | Projekt 2 | Projekt 3 | Projekt 4 | Projekt 5 |
| ---------------- | --------- | --------- | --------- | --------- | --------- |
| Gesellschafter 1 | 1         | 2         | 3         | 4         | 5         |
| Gesellschafter 2 | 5         | 2         | 1         | 4         | 3         |
| Gesellschafter 3 | 1         | 2         | 4         | 3         | 5         |
| Gesellschafter 4 | 1         | 2         | 5         | 4         | 3         |
| Gesellschafter 5 | 3         | 5         | 2         | 4         | 1         |
| Gesellschafter 6 | 4         | 1         | 2         | 5         | 3         |
| Gesellschafter 7 | 3         | 5         | 1         | 2         | 4         |
| Gesellschafter 8 | 1         | 4         | 2         | 3         | 5         |

### Einfache Mehrheitsabstimmung
Eine einfache Mehrheitsabstimmung (auch Single-Vote-Regel) bedeutet, dass diejenige Alternative vorgezogen wird, die die meisten Stimmen auf sich vereinigt. Als Bewertungsregel wird pro vergebenen ersten Platz ein Punkt gegeben.
Das Ergebnis wird in der folgenden Tabelle dargestellt:
|        | Projekt 1 | Projekt 2 | Projekt 3 | Projekt 4 | Projekt 5 |
| ------ | --------- | --------- | --------- | --------- | --------- |
| Punkte | 4         | 1         | 2         | 0         | 1         |

D. h., das Projekt 1 soll vor Projekt 3 vorgeschlagen werden, danach folgen die Projekte 2 und 5 vor Projekt 4.

Aber: Wenn nur Projekt 1 und Projekt 3 zur Abstimmung stünden, würde die Abstimmung von Projekt 1 und 3 mit 4 zu 4 Stimmen unentschieden ausgehen.
| Gesellschafter {\displaystyle \rightarrow } | G 1 | G 2 | G 3 | G 4 | G 5 | G 6 | G 7 | G 8 | Anzahl der Abstimmungen |
| ------------------------------------------- | --- | --- | --- | --- | --- | --- | --- | --- | ----------------------- |
| Projekt 1                                   | 1   | 0   | 1   | 1   | 0   | 0   | 0   | 1   | 4                       |
| Projekt 3                                   | 0   | 1   | 0   | 0   | 1   | 1   | 1   | 0   | 4                       |

### Absolute Mehrheit
Regel der absoluten Mehrheit: Die absolute Mehrheit ist dann erreicht, wenn ein Expansionsplan mehr als 50 % der Stimmen der Stimmberechtigten auf sich vereinigen kann. Das heißt, in dem Fall soll die absolute Mehrheit aus 5 oder mehr Stimmen bei 8 Stimmberechtigten bestehen. Dies erreicht aber keines der Expansionsprojekte (vgl. zweite Abbildung).
Dieses Problem wird in der Literatur als Condorcet-Zyklen bezeichnet. Das heißt, mehr Entscheider sorgen nicht automatisch für Konstanz und Stabilität, sondern es kann im Falle von bestimmten individuellen Präferenzordnungen zu mindestens drei Alternativen kommen. In einem solchen Zyklus wird stets die Alternative, die sich anfänglich noch mit Mehrheit gegenüber einer anderen durchsetzte, von einer dritten geschlagen.

### Qualifizierte Mehrheit
Eine qualifizierte Mehrheit ist dann erreicht, wenn der Expansionsplan einen frei definierbaren vorher festgelegten Prozentsatz, der meist 50 % der Stimmen der Stimmberechtigten beträgt, erhält. Eine absolute Mehrheit ist somit auch eine qualifizierte Mehrheit.

### Double-Election-Verfahren
Das Double-Election-Verfahren besteht aus zwei Wahlgängen, wobei der erste der Methode Absolute Mehrheit entspricht. Erreicht eine Alternative beim ersten Wahlgang eine absolute Mehrheit (>50 %), so ist diese gewählt und das Entscheidungsverfahren beendet. Falls dies nicht der Fall ist, wird über die beiden Alternativen mit der größten Zustimmung erneut abgestimmt. Bei diesem Verfahren kann es vorkommen, dass die Alternativen mit den zweit- und drittmeisten Stimmen dieselbe Anzahl an Stimmen erhalten und somit kein weiteres Vorgehen definiert ist. Deshalb beschränkt sich der Einsatz häufig auf Entscheidungsprobleme mit einer sehr hohen Anzahl von Entscheidern, wie bspw. Präsidentschaftswahlen. Andererseits können auch weitere Vorschriften hinzugefügt werden, um ein weiteres Vorgehen zu erzwingen.
| Gesellschafter {\displaystyle \rightarrow } | G 1 | G 2 | G 3 | G 4 | G 5 | G 6 | G 7 | G 8 | Summe der 1. Abstimmung                |
| ------------------------------------------- | --- | --- | --- | --- | --- | --- | --- | --- | -------------------------------------- |
| Projekt 1                                   | 1   | 0   | 1   | 1   | 0   | 0   | 0   | 1   | {\displaystyle 4\triangleq 50\,\%}     |
| Projekt 2                                   | 0   | 0   | 0   | 0   | 0   | 1   | 0   | 0   | {\displaystyle 1\triangleq 12{,}5\,\%} |
| Projekt 3                                   | 0   | 1   | 0   | 0   | 0   | 0   | 1   | 0   | {\displaystyle 2\triangleq 25\,\%}     |
| Projekt 4                                   | 0   | 0   | 0   | 0   | 0   | 0   | 0   | 0   | {\displaystyle 0\triangleq 0\,\%}      |
| Projekt 5                                   | 0   | 0   | 0   | 0   | 1   | 0   | 0   | 0   | {\displaystyle 1\triangleq 12{,}5\,\%} |

Nur die beiden Alternativen mit der höchsten Zustimmung – also Projekt 1 und Projekt 3 – werden im 2. Wahlgang betrachtet.
| Gesellschafter {\displaystyle \rightarrow } | G 1 | G 2 | G 3 | G 4 | G 5 | G 6 | G 7 | G 8 | Summe der 2. Abstimmung            |
| ------------------------------------------- | --- | --- | --- | --- | --- | --- | --- | --- | ---------------------------------- |
| Projekt 1                                   | 1   | 0   | 1   | 1   | 0   | 0   | 0   | 1   | {\displaystyle 4\triangleq 50\,\%} |
| Projekt 3                                   | 0   | 1   | 0   | 0   | 1   | 1   | 1   | 0   | {\displaystyle 4\triangleq 50\,\%} |

Anhand des Double-Election-Verfahrens kommt es bei diesem Beispiel zu keiner Entscheidung.

### Double-Vote-Verfahren
Jeder Entscheider hat zwei Stimmen, welche auf die beiden Alternativen mit der höchsten Präferenzordnung verteilt werden. Die Alternative mit der größten Zustimmung gewinnt.
| Gesellschafter {\displaystyle \rightarrow } | G 1 | G 2 | G 3 | G 4 | G 5 | G 6 | G 7 | G 8 | Summe |
| ------------------------------------------- | --- | --- | --- | --- | --- | --- | --- | --- | ----- |
| Projekt 1                                   | 1   | 0   | 1   | 1   | 0   | 0   | 0   | 1   | 5     |
| Projekt 2                                   | 1   | 1   | 1   | 1   | 0   | 1   | 0   | 0   | 5     |
| Projekt 3                                   | 0   | 1   | 0   | 0   | 1   | 1   | 1   | 1   | 5     |
| Projekt 4                                   | 0   | 0   | 0   | 0   | 0   | 0   | 1   | 0   | 1     |
| Projekt 5                                   | 0   | 0   | 0   | 0   | 1   | 0   | 0   | 0   | 1     |

Der Entscheider ist in seiner Entscheidung indifferent zwischen den Alternativen Projekt 1, Projekt 2, Projekt 3.

### Borda-Regel
Um das im letzten Kapitel genannte Problem zu umgehen, wird die so genannte Borda-Regel in der Literatur vorgeschlagen. Bei der Borda-Regel wird unter {\displaystyle a} Alternativen ausgewählt, indem jeder Gruppengesellschafter seiner am meisten präferierten Alternative {\displaystyle a} Stimmen gibt, der am zweitmeisten präferierten Alternative {\displaystyle a-1} Stimmen usw. Somit werden auch die Positionen der Alternativen in den individuellen Präferenzordnungen in die Entscheidungsfindung mit einbezogen. Die Stimmen werden über die einzelnen Alternativen addiert und die Alternative mit den meisten Stimmen wird ausgewählt. Die Borda-Regel führt zu einer vollständigen Präferenzordnung der Gruppe über alle Alternativen.
| Gesellschafter {\displaystyle \rightarrow } | G 1 | G 2 | G 3 | G 4 | G 5 | G 6 | G 7 | G 8 | Summe                             |
| ------------------------------------------- | --- | --- | --- | --- | --- | --- | --- | --- | --------------------------------- |
| Projekt 1                                   | 5   | 1   | 5   | 5   | 3   | 2   | 3   | 5   | {\displaystyle {\underline {29}}} |
| Projekt 2                                   | 4   | 4   | 2   | 4   | 1   | 5   | 1   | 2   | 23                                |
| Projekt 3                                   | 3   | 5   | 4   | 1   | 4   | 4   | 5   | 4   | {\displaystyle {\underline {30}}} |
| Projekt 4                                   | 2   | 2   | 3   | 2   | 2   | 1   | 4   | 3   | 19                                |
| Projekt 5                                   | 1   | 3   | 1   | 3   | 5   | 3   | 2   | 1   | 19                                |

Im Unterschied zu den vorherigen Experimenten ist das Projekt 3 hier die beste Alternative. Aber die Borda-Regel ist auch problematisch. Obgleich die Borda-Regel immer zu einer transitiven Ordnung führt, kann doch das Ergebnis der Borda-Regel von „irrelevanten Alternativen“ abhängig sein.
Im Beispiel kann Projekt 4 eine solche irrelevante Alternative sein, weil es keine direkte erste Abstimmung von Gesellschaftern hat. Wenn das Projekt 4 nicht mehr zur Verfügung steht, dann haben wir folgende Ergebnis:
| Gesellschafter {\displaystyle \rightarrow } | G 1 | G 2 | G 3 | G 4 | G 5 | G 6 | G 7 | G 8 | Summe                             |
| ------------------------------------------- | --- | --- | --- | --- | --- | --- | --- | --- | --------------------------------- |
| Projekt 1                                   | 4   | 1   | 4   | 4   | 2   | 1   | 3   | 4   | {\displaystyle {\underline {23}}} |
| Projekt 2                                   | 3   | 3   | 3   | 3   | 1   | 4   | 1   | 2   | 20                                |
| Projekt 3                                   | 2   | 4   | 2   | 1   | 3   | 3   | 4   | 3   | {\displaystyle {\underline {22}}} |
| Projekt 4                                   | 0   | 0   | 0   | 0   | 0   | 0   | 0   | 0   | 0                                 |
| Projekt 5                                   | 1   | 2   | 1   | 2   | 4   | 2   | 2   | 1   | 15                                |

Ohne das Projekt 4 wird der Bewertungspunkt von 1 bis 4 (vorher von 1–5) berechnet. Wie die Abbildung dargestellt, soll das Projekt 1 (nicht Projekt 3) jetzt vorgeschlagen werden. Demzufolge kann die Borda-Regel in der Praxis leicht manipuliert werden, indem irrelevante Alternativen zusätzlich in die Entscheidung eingebracht werden.

### Verfahren von Nason
Beim Verfahren von Nanson werden den Alternativen {\displaystyle a_{i}} mit der höchsten Präferenzordnung des jeweiligen Entscheiders die Punktzahl  {\displaystyle n-1} zugeordnet, wobei {\displaystyle n} für die Anzahl der möglichen Alternativen steht und mit abnehmender Präferenz der zugeordnete Wert sich um 1 verringert, bis in der Folge die Alternative mit der geringsten Präferenzordnung den Wert 0 erhält. Anschließend werden die Stimmen über die einzelnen Alternativen addiert und die Alternative mit den meisten Stimmen ausgewählt (1. Wahlgang). Daraufhin werden die Alternativen, welche nicht mehr als die durchschnittliche Punktezahl {\displaystyle {\overline {x}}} erhalten haben, nicht weiter betrachtet.
{\displaystyle {\overline {x}}=m\cdot {\frac {n-1}{2}}}
{\displaystyle m:{\text{Anzahl der Entscheider}}}
{\displaystyle n:{\text{Anzahl der Alternativen}}}
{\displaystyle {\overline {x}}:{\text{Durchschnittliche Punktezahl}}}
| Gesellschafter {\displaystyle \rightarrow } | G 1 | G 2 | G 3 | G 4 | G 5 | G 6 | G 7 | G 8 | Summe                             |
| ------------------------------------------- | --- | --- | --- | --- | --- | --- | --- | --- | --------------------------------- |
| Projekt 1                                   | 4   | 0   | 4   | 4   | 2   | 1   | 2   | 4   | {\displaystyle {\underline {21}}} |
| Projekt 2                                   | 3   | 3   | 1   | 3   | 0   | 4   | 0   | 1   | 15                                |
| Projekt 3                                   | 2   | 4   | 3   | 0   | 3   | 3   | 4   | 3   | {\displaystyle {\underline {22}}} |
| Projekt 4                                   | 1   | 1   | 2   | 1   | 1   | 0   | 3   | 2   | 11                                |
| Projekt 5                                   | 0   | 2   | 0   | 2   | 4   | 2   | 1   | 0   | 11                                |

{\displaystyle {\overline {x}}=8\cdot {\frac {5-1}{2}}=16}
Es ergibt sich eine durchschnittliche Punktezahl von 16. Nur Alternativen die größer als dieser Wert sind, werden im zweiten Durchgang betrachtet – also Projekt 1 und Projekt 3.
| Gesellschafter {\displaystyle \rightarrow } | G 1 | G 2 | G 3 | G 4 | G 5 | G 6 | G 7 | G 8 | Summe                            |
| ------------------------------------------- | --- | --- | --- | --- | --- | --- | --- | --- | -------------------------------- |
| Projekt 1                                   | 1   | 0   | 1   | 1   | 0   | 0   | 0   | 1   | {\displaystyle {\underline {4}}} |
| Projekt 3                                   | 0   | 1   | 0   | 0   | 1   | 1   | 1   | 0   | {\displaystyle {\underline {4}}} |

Nach dem Nason-Verfahren ist die Entscheidung zwischen Projekt 1 und Projekt 3 indifferent.
Falls ein 3. Wahlgang notwendig ist, um eine Entscheidung hervorzurufen, wird bei der Durchschnittsberechnung der Punktzahl statt der Anzahl der Alternativen {\displaystyle m} die Anzahl der verbleibenden Alternativen {\displaystyle k} verwendet.
{\displaystyle {\overline {x}}=m\cdot {\frac {k-1}{2}}}
{\displaystyle k\colon {\text{Anzahl der verbleibenden Alternativen}}}

### Paarweiser Vergleich
Beim Verfahren Paarweiser Vergleich (engl. Method of Individual Election) werden zwei zufällig ausgewählte Alternativen zur Abstimmung gestellt. Die unterlegene Alternative wird eliminiert und die gewählte Alternative tritt gegen eine aus den verbleibenden Alternativen zufällig ausgewählte Alternative an. Das Verfahren ist zu Ende, wenn im optimalen Fall nur noch eine Alternative übrig bleibt oder bis alle Alternativen einmal zur Wahl standen.
Gibt es eine Alternative, die gegen alle anderen gewinnt, so wird diese als Condorcet-Sieger oder Condorcet-Alternative bezeichnet. Ist dies nicht der Fall, so kann es sein, dass die Reihenfolge das Ergebnis beeinflusst.
{\displaystyle {\text{Projekt}}\ 2>{\text{Projekt}}\ 5\ (6\ zu\ 2)}
Projekt 5 scheidet aus.
{\displaystyle {\text{Projekt}}\ 2<{\text{Projekt}}\ 3\ (3\ zu\ 5)}
Projekt 2 scheidet aus.
{\displaystyle {\text{Projekt}}\ 3>{\text{Projekt}}\ 4\ (7\ zu\ 1)}
Projekt 4 scheidet aus.
{\displaystyle {\text{Projekt}}\ 3={\text{Projekt}}\ 1\ (4\ zu\ 4)}
Die Entscheidung zwischen Projekt 3 und 1 ist indifferent.

## Arrow-Theorem
Das von dem Nobelpreisträger Kenneth Arrow benannte Arrow-Theorem weist nach, dass es dann möglich ist, aus den Präferenzen der Individuen einer Gruppe immer eine eindeutige Präferenz der Gruppe abzuleiten, wenn diese Ableitung gleichzeitig noch einige der ethischen und methodischen vier Bedingungen erfüllen soll:
- Vollständigkeit und Transitivität
- Unabhängigkeit von irrelevanten Alternativen
- Paretoprinzip
- Ausschluss eines Diktators

Nach Arrow-Theorem existiert allerdings kein einziger sozialer Entscheidungsmechanismus, der alle vier Anforderungen erfüllt. Alle kollektiven Entscheidungen, die die Axiome 1 bis 3 erfüllen, verstoßen zwangsläufig gegen die Bedingung der Nicht-Diktatur. Demzufolge zeigt das Resultat, dass es keinen perfekten Entscheidungsmechanismus geben kann, sodass man in der einen oder anderen Richtung Kompromisse machen muss.